# Parlamentswahlen in Italien 1958
- PCI: 140
- PSI: 84
- PSDI: 22
- Sonst.: 1
- PRI: 6
- UV: 1
- SVP: 3
- DC: 273
- PLI: 17
- PMP: 14
- PNM: 11
- MSI: 24

Die Parlamentswahlen von 1958, die am 25. Mai stattfanden, waren die vierten nach Ende des Faschismus in Italien und nach Einführung des gleichen Frauen- und Männerwahlrechts. Über 32 Millionen Italiener waren aufgerufen, ein neues Parlament zu wählen.

## Zum Hintergrund
Die Mehrheitspartei DC bestand aus sehr unterschiedlichen correnti (dt. Flügeln), die ihre regionalen Hochburgen hatten, und ihre Zentrumsmehrheit (DC, PSDI, PLI, PRI) hatte keine sicheren Mehrheiten. Es gab unterschiedliche Ansichten darüber, welchen Parteien man sich öffnen sollte. Erwogen die rechten correnti eine Tolerierung durch die bzw. eine Regierung mit den rechtsextremen Monarchisten bzw. Faschisten (was von der CIA unterstützt wurde, die aus Angst vor einer angeblichen kommunistischen Machtübernahme sogar eine rechte Militärdiktatur ins Auge fassten), stand der christlichsoziale bzw. sozialliberale Flügel für eine Öffnung hin zur PSI. Amintore Fanfani (DC), der vom 18. Januar bis zum 10. Februar 1954 Ministerpräsident gewesen war, setzte auf centro-sinistra (Mitte-links), wofür er auch die Stimmen der zentristischen correnti bekam, weil man damit zugleich das Aktionsbündnis zwischen Sozialisten und Kommunisten brechen wollte und so die Kommunisten isolieren konnte; der spätere Ministerpräsident Aldo Moro verfolgte damit schon damals das Ziel, auch die Kommunisten (PCI) zu (re-)integrieren.

Nach dem XX. Parteitag der KPdSU (Februar 1956), auf dem Chruschtschow mit dem Stalinismus abrechnete, und nach der Niederschlagung des ungarischen Volksaufstandes verfolgte der PSI unter Pietro Nenni einen gemäßigteren Kurs: War der PSI bisher nicht weniger links als der PCI gewesen und unterschied sich von diesem im Wesentlichen nur darin, dass er sich nicht bedingungslos der KPdSU unterordnete, durchaus aber eine gemeinsame Aktionsfront mit der prosowjetischen Linken anstrebte, bot sich die Krise in der Sowjetunion bzw. im Ostblock dafür an, wie fast alle anderen sozialistischen/sozialdemokratischen Parteien in Westeuropa einen reformistischen und pro-westlichen Kurs zu fahren. Eine Zusammenarbeit mit dem PCI fand nun nicht mehr statt. Auch innerhalb des PCI kam es zu einer Krise, da Kritik am Sowjetkommunismus laut wurde und viele Intellektuelle die Partei verließen. Die Parteiführung reagierte darauf mit der Ankündigung eines demokratischen „italienischen Weges zum Sozialismus“, der als Vorläufer des späteren Eurokommunismus betrachtet werden kann.

## Folgen
Experimentierte die DC bis 1962 unter Fernando Tambroni noch mit centro-destra (Mitte-rechts), was sich nach dem geplanten Parteitag des MSI im Juni 1960 in der antifaschistischen und „roten“ Hochburg Genua und den damit verbundenen Demonstrationen (die den Parteitag erfolgreich verhinderten) erledigte, ließ sie sich von da an in einer Mitte-links-Koalition durch die Sozialisten tolerieren.

## Ergebnisse

### Camera dei deputati
| Listen                   | Listen                                           | Stimmen    | %    | Mandate |
| ------------------------ | ------------------------------------------------ | ---------- | ---- | ------- |
|                          | Democrazia Cristiana                             | 12.520.207 | 42,4 | 273     |
|                          | Partito Comunista Italiano                       | 6.704.454  | 22,7 | 140     |
|                          | Partito Socialista Italiano                      | 4.206.726  | 14,2 | 84      |
|                          | Movimento Sociale Italiano                       | 1.407.718  | 4,8  | 24      |
|                          | Partito Socialista Democratico Italiano          | 1.345.447  | 4,6  | 22      |
|                          | Partito Liberale Italiano                        | 1.047.081  | 3,5  | 17      |
|                          | Partito Monarchico Popolare                      | 776.919    | 2,6  | 14      |
|                          | Partito Nazionale Monarchico                     | 659.997    | 2,2  | 11      |
|                          | Partito Repubblicano Italiano – Partito Radicale | 405.782    | 1,4  | 6       |
|                          | Movimento Comunità                               | 173.227    | 0,6  | 1       |
|                          | Südtiroler Volkspartei                           | 135.491    | 0,5  | 3       |
|                          | Movimento Autonomia Regionale Piemontese         | 70.589     | 0,2  | –       |
|                          | Union Valdôtaine                                 | 30.596     | 0,1  | 1       |
|                          | Sonstige                                         | 76.035     | 0,3  | –       |
| Gesamt                   | Gesamt                                           | 29.560.269 | 100  | 596     |
|                          |                                                  |            |      |         |
| Ungültige Stimmen        | Ungültige Stimmen                                | 874.412    | 2,9  |         |
| Wähler                   | Wähler                                           | 30.434.681 | 93,8 |         |
| Wahlberechtigte          | Wahlberechtigte                                  | 32.434.852 |      |         |
|                          |                                                  |            |      |         |
| Quelle: Innenministerium |                                                  |            |      |         |

### Senato della Repubblica
| Listen                   | Listen                                           | Stimmen    | %    | Mandate |
| ------------------------ | ------------------------------------------------ | ---------- | ---- | ------- |
|                          | Democrazia Cristiana                             | 10.780.954 | 41,2 | 123     |
|                          | Partito Comunista Italiano                       | 5.700.952  | 21,8 | 59      |
|                          | Partito Socialista Italiano                      | 3.682.945  | 14,1 | 35      |
|                          | Partito Socialista Democratico Italiano          | 1.164.280  | 4,5  | 5       |
|                          | Movimento Sociale Italiano                       | 1.150.051  | 4,4  | 8       |
|                          | Partito Liberale Italiano                        | 1.012.610  | 3,9  | 4       |
|                          | Partito Monarchico Popolare                      | 774.242    | 3,0  | 5       |
|                          | Partito Nazionale Monarchico                     | 565.045    | 2,2  | 2       |
|                          | Partito Repubblicano Italiano – Partito Radicale | 363.462    | 1,4  | –       |
|                          | PNM – MSI                                        | 291.359    | 1,1  | –       |
|                          | PCI – PSI                                        | 185.557    | 0,7  | –       |
|                          | Movimento Comunità                               | 142.897    | 0,5  | –       |
|                          | Südtiroler Volkspartei                           | 120.068    | 0,5  | 2       |
|                          | Movimento Autonomia Regionale Piemontese         | 61.088     | 0,2  | –       |
|                          | PSI – PSDI – IS                                  | 43.191     | 0,2  | –       |
|                          | Unabhängig                                       | 28.141     | 0,1  | 1       |
|                          | Partito Sardo d’Azione                           | 25.923     | 0,1  | –       |
|                          | Sonstige                                         | 52.508     | 0,2  | –       |
| Gesamt                   | Gesamt                                           | 26.150.002 | 100  | 246     |
|                          |                                                  |            |      |         |
| Ungültige Stimmen        | Ungültige Stimmen                                | 1.275.841  | 4,7  |         |
| Wähler                   | Wähler                                           | 27.425.843 | 94,0 |         |
| Wahlberechtigte          | Wahlberechtigte                                  | 29.183.501 |      |         |
|                          |                                                  |            |      |         |
| Quelle: Innenministerium |                                                  |            |      |         |